# Ulomorpha
Ulomorpha is een geslacht van steltmuggen (Limoniidae). Het geslacht telt één soort en komt voor in Canada, Noord-Korea, Japan en de Verenigde Staten

## Soorten
Deze lijst van 10 stuks is mogelijk niet compleet.
- U. aridela (Alexander, 1927)
- U. nigricolor (Alexander, 1924)
- U. nigrodorsalis (Alexander, 1949)
- U. nigronitida (Alexander, 1920)
- U. pilosella (Osten Sacken, 1860)
- U. polytricha (Alexander, 1930)
- U. quinquecellula (Alexander, 1920)
- U. rogersella (Alexander, 1929)
- U. sierricola (Alexander, 1918)
- U. vanduzeei (Alexander, 1920)